# Io confesso (Grisham)
Io confesso (The Confession) è un romanzo di John Grisham, pubblicato nel 2010. Narra la storia di un'ingiusta condanna a morte di un ragazzo nero di Slone, cittadina immaginaria del Texas.

## Personaggi principali
- Donté Drumm: giovane studente e membro della squadra di football di Slone
- Robbie Flak: avvocato difensore di Donté
- Travis Boyette: il vero assassino
- Keith Schroeder: pastore luterano di un paese del Kansas

## Personaggi secondari
- Roberta Drumm: madre di Donté
- Reeva Yarber: madre della vittima
- Dana Schroeder: moglie di Keith
- Drew Kerber: detective della polizia di Slone
- Joey Gamble: ex compagno di scuola di Donté e testimone al processo

## Edizioni
- John Grisham, Io confesso, traduzione di Nicoletta Lamberti, collana Omnibus, Arnoldo Mondadori, dicembre 2010,  pp. 437, cap. 43, ISBN 978-88-04-60886-8.